# NN-230
La carretera NN-230 es una vía departamental secundaria del departamento de Managua, ubicada en el centro-oeste de Nicaragua. Tiene una longitud de 13.05 kilómetros y conecta la zona urbana de Ciudad Sandino con las comunidades rurales de Los Brasiles y Miraflores. Esta vía fue finalizada en 2013 y constituye un enlace importante entre zonas residenciales, industriales y agrícolas en las afueras de Managua.

## Trazado y cruces
La siguiente tabla muestra el recorrido de la carretera NN‑230 y sus principales puntos de conexión:
| km    | Localidad                   | Departamento | Conexión / Ruta |
| ----- | --------------------------- | ------------ | --------------- |
| 0.0   | Zona 15 (Terminal Ruta 115) | Managua      |                 |
| 6.5   | Ciudad Sandino              | Managua      |                 |
| 13.05 | Los Brasiles - Miraflores   | Managua      |                 |

## Coordenadas
Uno de los tramos de la NN‑230 puede ser encontrado en las coordenadas: 12°10′23″N 86°22′21″O / 12.1730, -86.3725